# Amjad Sabri
Amjad Farid Sabri (23 dicembre 1970 – 22 giugno 2016) è stato un cantante pakistano qawwal e un rappresentante della tradizione Sufi.
Figlio di Ghulam Farid Sabri dei Sabri Brothers, Amjad iniziò la sua carriera musicale all'età di 12 anni, suonando a fianco del padre. Durante la sua carriera, Sabri si è affermato come uno dei maggiori esponenti del qawwal dell'Asia meridionale, spesso recitando i qawwali scritti dal padre e dallo zio. Amjad è stato ucciso a Karachi in un attentato rivendicato da un gruppo estremista di Talebani del Pakistani.

## Carriera
Nato il 23 dicembre 1970, Amjad ha iniziato ad apprendere la musica qawwali da suo padre all'età di nove anni e si è unito a lui nelle rappresentazioni musicali dal 1988 all'età di 12 anni. Da allora è rimasto uno dei più acclamati qawwali del subcontinente indiano e ha svolto rappresentazioni in tutto il mondo.

## Opere
Il Qawwali. I Sabri Brothers sono famosi per le loro leggendarie performance del Qawwali che unisce le tradizioni del Sufismo del subcontinente Indiano. Furono grandi ammiratori di Khwaja Moeenudin Chishti R.A. aka Khwaja Ghareeb Nawaz di Ajmer Sharif, riflessi nel loro kalām. C'è inoltre una grande enfasi che rivela la poesia del Khwajagaan.

## Morte
Il 22 giugno 2016, l'auto di Amjad Sabri è stata attaccata da due motociclisti armati mentre percorreva una delle vie principali di Liaquatabad. I motociclisti hanno aperto il fuoco ferendo gravemente Sabri, un passeggero e il guidatore. Sabri è stato colpito due volte in testa e una all'orecchio. I tre uomini incluso Sabri sono stati portati al Abbasi Shaheed Hospital. Sabri è morto poco dopo. L'omicidio è stato rivendicato da un gruppo di fondamentalisti Talebani pachistani che accusano Sabri di blasfemia.

### Reazioni
Molte persone hanno reagito all'omicidio mirato attraverso la televisione e i social media. Imran Khan ha twittato di essere: "Scioccato per l'assassinio del famoso qawwal Amjad Sabri a Karachi. Una completa mancanza di controllo della legge e dell'ordine da parte del governo." Dr. Tahir ul-Qadri ha dichiarato: "Condanno fermamente l'attacco terroristico contro Amjad Sabri. La mia solidarietà verso la famiglia colpita." Fakhar-e-Alam ha dichiarato: "Noi abbiamo giocato insieme a cricket lo scorso venerdì, egli era sempre sorridente ... un'anima pura e gentile. Non posso credere che Amjad Sabri ci è stato portato via". Egli ha anche dichiarato che Amjad Sabri aveva fatto una richiesta di protezione per la sua famiglia ma il ministero degli interni non ha fatto nulla. L'annunciatrice Sana Bucha ha twittato: "Profondamente rattristata dal crudele omicidio di #AmjadSabri egli è stato un grande essere umano. Ci mancherai molto Amjad Sb!"
Secondo Samaa TV, decine di migliaia di persone parteciparanno ai funerali di Sabri.